# 바위고개
"바위고개"는 한국에서 제작된 조정호 감독의 1960년 영화이다. 김승호 등이 주연으로 출연하였고 조용진 등이 제작에 참여하였다.

## 출연

### 주연
- 김승호
- 조미령
- 김동원
- 이수련

## 기타
- 원작자: 추식
- 조명: 윤영선
- 녹음: 이경순
- 미술: 백남준